# Auguste Abraham Rolland
Auguste Abraham Rolland est un homme politique français né le 2 septembre 1823 à Chalon-sur-Saône (Saône-et-Loire) et mort à Paris (6e arrondissement) le 28 mai 1889.

## Biographie
Maître répétiteur à Bourges, puis professeur à Mâcon, il est élu représentant de Saône-et-Loire en mai 1849, siégeant au groupe d'extrême gauche de la Montagne. Compromis dans la journée du 13 juin 1849, il s'exile avant de rentrer en France et de se rallier au Second Empire.

## Sources
- Ressource relative à la vie publique :   - Base Sycomore
- Notices d'autorité :   - VIAF
  - ISNI
  - BnF (données)
  - IdRef
  - Vatican
- « Auguste Abraham Rolland », dans Adolphe Robert et Gaston Cougny, Dictionnaire des parlementaires français, Edgar Bourloton, 1889-1891 [détail de l’édition]